# Friedrich Zobel
El barón Thomas Friedrich Zobel von Giebelstadt und Darstadt, conocido con el nombre de Friedrich Zobel (Bremen, 17 de marzo de 1799 - Villach, 12 de julio de 1869), fue un militar austríaco. Alcanzó el grado de Feldmarschalleutnant.

## Biografía
Proveniente de una familia de la baja nobleza austríaca, Friedrich Zobel era hijo del barón Johann Philipp Zobel von Giebelstadt zu Darstadt (24 de febrero de 1768 - 22 de julio de 1850) y de su esposa Anna Evans d'Urell (1770 - 13 de enero de 1863), hija a su vez del coronel inglés sir Thomas Evans d'Urell.
Completó sus estudios en la Academia Militar Teresiana. En 1848, en el curso de la Primera guerra de la Independencia italiana fue Comandante militar del Tirol en Trento y se distinguió en la represión de la avanzada del Cuerpo Voluntario Lombardo del Trentino, culpable del crimen de haber dado la orden el 16 de abril del fusilamiento sumario, acontecido en el Castillo del Buonconsiglio, de 21 voluntarios capturados cerca de Vezzano.
En los meses siguientes comandó una brigada y participó en la batalla de Santa Lucía del 6 de mayo y en la de Calamasino y Cisano del Garda el 29 de mayo, donde con 4000 hombres fue rechazado por la artillería del general Michele Giuseppe Bes mientras se aprestaba a romper el sitio piamontés para llevar ayuda a la fortaleza de Peschiera asediada por los piamonteses y al general Radetzky comprometido en la batalla de Curtatone y Montanara.
Fue honrado por el emperador Francisco José con la medalla de la Orden Militar de María Teresa el 27 de noviembre. El 30 de abril de 1849 fue nombrado mayor general, convirtiéndose más tarde en gobernador de la fortaleza de Verona donde se situaba una de las guarniciones más equipadas del Reino lombardo-véneto y que constituiría uno de los principales puntos de choque de la Segunda guerra de la Independencia italiana.
El 12 de mayo de 1853 fue promovido al grado de teniente mariscal de campo y, en 1859, en el curso de la Segunda guerra de Independencia, tomó parte en importantes operaciones militares como la dirección de la batalla de Palestro. El ejército austríaco nombró en su honor el 61.º Regimiento de Infantería "Barón Zobel" que aunque estacionado en la Fortaleza Arad en Rumanía, combatió en ese momento en Italia. Se retiró de la vida militar el 23 de marzo de 1864 y murió el 12 de julio de 1869.

## Matrimonio e hijos
Zobel contrajo matrimonio el 8 de julio de 1843 con Emily Karoline (n. 26 de julio de 1816), hija del coronel inglés Tobias Kirkwood de Castletown; de este matrimonio nacieron dos hijos: 
- Aimée (n. 2 de marzo de 1844)
- Henriette (n. 12 de abril de 1846)

## Honores
- Caballero de la Orden Militar de María Teresa - Viena, 1848[1]